# ده‌نو کوخرد
دهنو کوخرد یا (شهرک زیارت)، روستای کوچکی است از توابع دهستان کوخرد در بخش کوخرد شهرستان بستک و در غرب استان هرمزگان در جنوب ایران واقع است.
این روستا در شمال غربی دهستان کوخرد واقع شده‌است و جزئی از دهستان کوخرد محسوب می‌شود. فقط درواه شمو بین روستا و دهستان فاصله أنداخت است.

## محدودهٔ روستا
از طرف شمال رشته کوه ناخ و درواه دِلخِه آودون،
و گود میان ده، از طرف جنوب جادهٔ ارتباطی شهرستان بستک به شهرستان بندر لنگه و دوگنبدان، از طرف مغرب «کشتارگاه صنعتی مرغ طلایی کوخرد»، و از سمت مشرق به مجموعهٔ برکه‌های غرب کوخرد، و درواه شمو محدود می‌گردد.

## جمعیت
بر اساس سرشماری سال ۱۳۸۵، جمعیت این روستا ۱۸ نفر (۴ خانوار) بوده‌است. اهالی روستا از اهل سنت و از شاخه شافعی هستند یعنی از پیروان امام محمد ادریس شافعی می‌باشند و به زبان فارسی و به گویش محلی تکلم می‌کنند؛ و به دامپروری مشغول هستند.

## فهرست منابع و مآخذ
- محمدیان، کوخردی، محمد، “ «به یاد کوخرد» “، ج۱. چاپ اول، دبی: سال انتشار ۲۰۰۳ میلادی.
- نگاره‌ها از: محمد محمدیان.
- سلامی، بستکی، احمد.  (بستک در گذرگاه تاریخ)  ج۲ چاپ اول، ۱۳۷۲ خورشیدی.
- عباسی، قلی، مصطفی،  «بستک وجهانگیریه» ، چاپ اول، تهران: ناشر: شرکت انتشارات جهان معاصر، سال ۱۳۷۲ خورشیدی.
- بالود، محمد.  (فرهنگ عامه در منطقه بستک)  ناشر همسایه، چاپ زیتون، انتشار سال ۱۳۸۴ خورشیدی.
- الکوخردی، محمد، بن یوسف، (کُوخِرد حَاضِرَة اِسلامِیةَ عَلی ضِفافِ نَهر مِهران Kookherd, an Islamic District on the bank of Mehran River) الطبعة الثالثة، دبی: سنة ۱۹۹۷ للمیلاد.
- مهندس:، حاتم، محمد، غریب“ «تَاریخْ عَرَب الّهْولَة Huwala Arab History» “، دولة الکویت، ج۱. چاپ سوم، القاهرة، مصر، دارالأمین للطباعة والنشر والتوزیع، ۸ شارع أبوالمعالی، سال انتشار ۱۹۹۷ میلادی، Engineer: Mohammed gharhb Hatem , third edition: Egypt (Cairo),1997 & 2013
- بختیاری، سعید،  «اتواطلس ایران» ، “ مؤسسه جغرافیایی وکارتگرافی گیتاشناسی، بهار ۱۳۸۴ خورشیدی.
- محمد، صدیق «تارخ فارس» صفحه‌های (۵۰–۵۱)، چاپ سال ۱۹۹۳ میلادی.
- اطلس گیتاشناسی استان‌های ایران [Atlas Gitashenasi Ostanhai Iran] (Gitashenasi Province Atlas of Iran)
- محمدیان، کوخردی، محمد،  (شهرستان بستک و بخش کوخرد) ، ج۱. چاپ اول، دبی: سال انتشار ۲۰۰۵ میلادی.